# Ali Valiyev
Ali Gara oglu Valiyev (en azerí: Əli Qara oğlu Vəliyev; Gobernación de Elizavétpol, Imperio ruso, 27 de febrero de 1901-Bakú, Unión Soviética, 2 de febrero de 1983) fue un escritor de Azerbaiyán, miembro de la Unión de Escritores de Azerbaiyán.

## Biografía
Ali Valiyev nació el 27 de febrero de 1901 en la Gobernación de Elizavétpol. Estudió en la ciudad de Shusha. En 1925 se graduó en la Escuela del Partido de Bakú. En 1925 se unió al Partido Comunista de la Unión Soviética. Ingresó en la Facultad de Historia del Instituto Pedagógico Estatal de Azerbaiyán en 1928.
Sus cuentos fueron publicados en "Revolución y cultura" y otros diarios y revistas. Entre 1933 y 1934 fue el editor del periódico "Puerta del Este". En las décadas de 1950 y 1960, dirigió la revista "Литерату́рный Азербайджа́н".
Ali Valiyev falleció el 2 de febrero de 1983 en Bakú y fue enterrado en el Callejón de Honor.

## Premios y títulos
- Orden de la Insignia de Honor (1946)
- Orden de la Bandera Roja del Trabajo (1959)
- Orden de Lenin (1971)
- Escritor del Pueblo de la RSS de Azerbaiyán (1974)[3]
- Medalla al Trabajador Veterano (1976)
- Orden de la Revolución de Octubre (1981)